# Ashton Dearholt
Ashton Dearholt (né le 4 avril 1894, mort le 27 avril 1942), parfois crédité sous le nom de Richard Holt, est un acteur américain du cinéma muet et producteur. Il apparaît dans 75 films entre 1915 et 1938. 

## Biographie
Né à Milwaukee dans le Wisconsin et mort à Los Angeles en Californie, il est parfois crédité sous le nom de Richard Holt.
Il fonde la société  Ashton Dearholt Productions en 1924. Dix ans plus tard, Dearholt et Edgar Rice Burroughs fondent ensemble la compagnie de production  Burroughs-Tarzan Enterprises. Il arrête sa carrière d'acteur avec l'arrivée du cinéma parlant pour devenir producteur. Pendant le tournage des Nouvelles Aventures de Tarzan au Guatemala alors qu'il était marié avec l'actrice Florence Gilbert, il tombe amoureux de l'actrice Ula Holt et se marie avec elle, alors que Burroughs divorce de sa première femme pour se marier avec Florence Gilbert, l'ancienne femme de Dearholt.

## Filmographie partielle
- 1915 : To Melody a Soul Responds (en) de B. Reeves Eason
- 1916 : Purity de Rae Berger
- 1916 : L'Innocence de Lizette de James Kirkwood Sr.
- 1916 : The Love Hermit (en) de Jack Prescott (en)
- 1917 : Souls in Pawn de Henry King
- 1917 : Rayon d'or (Charity Castle) de Lloyd Ingraham
- 1917 : The Bride's Silence de Henry King
- 1917 : La Fille du fugitif (Her Country's Call) de Lloyd Ingraham
- 1918 : The Bride's Awakening
- 1918 : The Two-Soul Woman
- 1918 : The Brass Bullet
- 1919 : Pitfalls of a Big City de Frank Lloyd
- 1920 : The Luck of Geraldine Laird
- 1921 : A Yankee Go Getter
- 1923 : At Devil's Gorge
- 1923 : Battling Bates (en)  de Webster Cullison
- 1923 : The Santa Fe Trail
- 1924 : Cupid's Rustler
- 1924 : Lash of the Whip
- 1924 : Western Yesterdays
- 1924 : The Diamond Bandit
- 1925 : Easy Going Gordon
- 1925 : Once in a Lifetime
- 1925 : The Canvas Kisser
- 1925 : Going the Limit de Chester Withey
- 1925 : Too Much Youth de Duke Worne
- 1926 : The Baited Trap
- 1926 : Wolves of the Desert
- 1926 : In Search of a Hero
- 1926 : The Boaster
- 1926 : A Captain's Courage
- 1927 : A Racing Romeo
- 1935 : Les Nouvelles Aventures de Tarzan (The New Adventures of Tarzan) d'Edward A. Kull et Wilbur F. McCaugh (+ producteur)